# Abibac

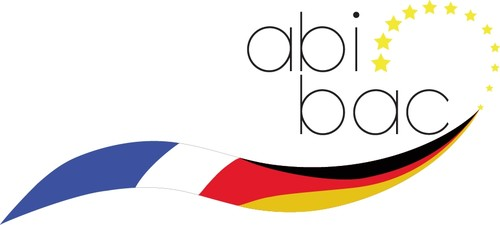
Le logo Abibac a été développé par les élèves du lycée Georges-Clemenceau de Montpellier, à l'issue d'un concours organisé lors de l'année franco-allemande en 2013.

AbiBac est la contraction de Abitur (examen de maturité équivalent allemand du bac français) et baccalauréat. L'obtention simultanée des deux diplômes est proposée dans certains lycées à la suite de l'accord du 31 mai 1994 signé entre l'Allemagne et la France, l'Accord intergouvernemental franco-allemand.
L'AbiBac, selon les textes officiels, constitue « la délivrance simultanée du baccalauréat et de l'Abitur ». Cette double délivrance donne accès à l'enseignement supérieur et à l'emploi dans les deux pays partenaires sans restriction.

## Études et épreuves d’examen
L’Abibac est l'aboutissement d'études suivies dans une section binationale franco-allemande. L’enseignement de l’allemand (en France) et du français (en Allemagne) est renforcé, sous forme de cours de langue et littérature (6 heures) tandis que l’histoire-géographie se fait intégralement dans la langue étrangère (3 heures en classe de seconde et 4 heures en première et terminale). De manière générale, l'enseignement dans la langue du pays partenaire est assuré à raison de 9 heures hebdomadaires minimum en fonction des lycées.
Ce cursus propose également différents échanges entre élèves français et allemands durant les deux premières années.
En effet, en classe de seconde Abibac, trois échanges culturels et scolaires sont proposés, chacun d'une durée différente : 3 semaines, 3 mois ou encore 6 mois en Allemagne, puis l'équivalent lors de l'arrivée du correspondant en France.
Ces programmes sont proposés aux élèves en début d'année (mais ne sont pas obligatoires) et leur permettent d'acquérir un meilleur niveau dans la langue allemande mais aussi de l'autonomie, une ouverture culturelle et de la patience.
En France, lors de la période du baccalauréat, les futurs « Abibacheliers » se distinguent des autres élèves en passant deux épreuves écrites quelques jours voire quelques semaines avant celle de philosophie : celle d’histoire-géographie (en langue allemande, d’une durée de cinq heures comprenant une épreuve courte dite mineure et une épreuve longue dite majeure) portant sur le programme de première et de terminale ainsi que celle de littérature allemande (anciennement d’une durée de quatre heures mais désormais de cinq heures depuis quelques années) portant sur les œuvres étudiées durant la première et la terminale ou le thème de civilisation étudiée durant l’année de terminale : il peut s'agir d'un commentaire littéraire extrait de l'une des œuvres étudiées, ou d'un commentaire d'un texte extrait de la production littéraire ou journalistique allemande.
Quelques jours après le passage du baccalauréat français, les élèves doivent passer un oral en langue allemande devant une commission composée de professeurs venus de France et d’Allemagne.
Il faut avoir la moyenne aux deux groupes d’épreuves (en allemand : 4 pour la notation allemande, et en français : 10/20) pour obtenir le double diplôme : l’Abitur (allemand) et le baccalauréat (français).
Il n’est cependant pas possible pour un élève étudiant en France d’obtenir l’Abitur sans avoir eu au préalable son baccalauréat. Néanmoins, il peut obtenir son bac français sans avoir l'Abitur.

## Établissements partenaires
Un jumelage entre un lycée français et un Gymnasium ou une école dotée d'une section lycéenne allemand(e) est obligatoire, sans que les échanges entre élèves soient systématiques. Une quarantaine de lycées seulement en France proposent l'Abibac et la majeure partie se situe dans l'est de la France. Cependant, de nouvelles sections ouvrent, du fait des débouchés ouverts par la filière et d'une volonté politique forte au plus haut niveau.
| Académie de rattachement (en France) | Établissement français                                                 | Établissement allemand gymnasium                                                       | Land de rattachement (en Allemagne) |
| ------------------------------------ | ---------------------------------------------------------------------- | -------------------------------------------------------------------------------------- | ----------------------------------- |
| Académie d'Aix-Marseille             | Lycée international d'Aix ou lycée international Georges-Duby (Luynes) | Max-Slevogt-Gymnasium (de) (Landau in der Pfalz)                                       | Rhénanie-Palatinat                  |
| Académie d'Aix-Marseille             | Lycée Ismaël Dauphin (Cavaillon)                                       | Hardtberggymnasium (Bonn)                                                              | Rhénanie-du-Nord-Westphalie         |
| Académie d'Aix-Marseille             | Lycée Saint-Charles (Marseille)                                        | Lycée Pascal - Gymnasium (Münster)                                                     | Rhénanie-du-Nord-Westphalie         |
| Académie d'Amiens                    | Lycée Robert-de-Luzarches (Amiens)                                     | Kopernikusschule (Freigericht)                                                         | Hesse                               |
| Académie d'Amiens                    | Lycée Félix-Faure (Beauvais)                                           | Humboldt-Gymnasium (Weimar)                                                            | Thuringe                            |
| Académie de Besançon                 | Lycée Claude Nicolas Ledoux (Besançon)                                 | Heinrich-Mann-Gymnasium (Erfurt)                                                       | Thuringe                            |
| Académie de Besançon                 | Lycée Condorcet (Belfort)                                              | Gymnasium Horn (Brême)                                                                 | Brême                               |
| Académie de Bordeaux                 | Lycée Pape-Clément (Pessac)                                            | Ziehenschule (Francfort-sur-le-Main)                                                   | Hesse                               |
| Académie de Bordeaux                 | Lycée Louis-Barthou (Pau)                                              | Tilemannschule (Limbourg-sur-la-Lahn)                                                  | Hesse                               |
| Académie de Caen                     | Lycée Salvador-Allende (Hérouville-Saint-Clair)                        | Gymnasium Süderelbe (Hambourg)                                                         | Hambourg                            |
| Académie de Clermont-Ferrand         | Lycée Jeanne-d'Arc (Clermont-Ferrand)                                  | Romain-Rolland-Gymnasium (Berlin)                                                      | Berlin                              |
| Académie de Créteil                  | Lycée Galilée (Combs-la-Ville)                                         | Käthe-Kollwitz-Schule (Hanovre)                                                        | Basse-Saxe                          |
| Académie de Créteil                  | Lycée Albert-Schweitzer (Le Raincy)                                    | Friedrich Anton von Heinitz Gymnasium (Rüdersdorf bei Berlin)                          | Brandebourg                         |
| Académie de Dijon                    | Lycée international Charles-de-Gaulle (Dijon)                          | Humboldt-Gymnasium (Trèves)                                                            | Rhénanie-Palatinat                  |
| Académie de Grenoble                 | Cité scolaire internationale Europole (Grenoble)                       | Theodor-Heuss-Gymnasium (Esslingen-am-Neckar)                                          | Bade-Wurtemberg                     |
| Académie de Grenoble                 | Lycée André-Argouges (Grenoble)                                        | ?                                                                                      | ?                                   |
| Académie de Lille                    | Lycée Faidherbe (Lille)                                                | Rhein-Maas-Gymnasium (Aix-la-Chapelle)                                                 | Rhénanie-du-Nord-Westphalie         |
| Académie de Lille                    | Lycée Marguerite-de-Flandre (Gondecourt)                               | Gymnasium & Schule für Hochbegabtenförderung, Otto-Schott-Gymnasium (Mainz-Gonsenheim) | Rhénanie-Palatinat                  |
| Académie de Lille                    | Lycée Antoine Watteau (Valenciennes)                                   | Internationales Gymnasium Pierre Trudeau (Barleben)                                    | Saxe-Anhalt                         |
| Académie de Lille                    | Lycée Fernand Darchicourt (Hénin-Beaumont)                             | Hans-Furler-Gymnasium (Oberkirch)                                                      | Bade-Wurtemberg                     |
|                                      | Lycée Auguste Angellier (Dunkerque)                                    | Grotenbach Gymnasium (Gummersbach)                                                     | Rhénanie-du-Nord-Westphalie         |
| Académie de Limoges                  | Lycée Edmond Perrier (Tulle)                                           | Max Planck Gymnasium (Schorndorf)                                                      | Bade-Wurtemberg                     |
| Académie de Lyon                     | Lycée Honoré-d'Urfé (Saint-Étienne)                                    | ?                                                                                      | ?                                   |
| Académie de Lyon                     | Lycée de la Cité Scolaire Internationale (Lyon)                        | Friedrich-Ebert-Gymnasium (Bonn)                                                       | Rhénanie-du-Nord-Westphalie         |
| Académie de Montpellier              | Lycée Georges-Clemenceau (Montpellier)                                 | Wentzinger-Gymnasium (Fribourg-en-Brisgau)                                             | Bade-Wurtemberg                     |
| Académie de Montpellier              | Lycée Alphonse-Daudet (Nîmes)                                          | Oberrhein-Gymnasium (Weil am Rhein)                                                    | Bade-Wurtemberg                     |
|                                      | Lycée Docteur Lacroix (Narbonne)                                       | ?                                                                                      | ?                                   |
| Académie de Nancy-Metz               | Lycée Fabert (Metz)                                                    | Hegau-Gymnasium (Singen)                                                               | Bade-Wurtemberg                     |
| Académie de Nancy-Metz               | Lycée Jean-de-Pange (Sarreguemines)                                    | Einstein-Gymnasium (Kehl)                                                              | Bade-Wurtemberg                     |
| Académie de Nancy-Metz               | Lycée Jean-Victor-Poncelet (Saint-Avold)                               | Robert-Schuman-Gymnasium (Sarrelouis)                                                  | Sarre                               |
| Académie de Nancy-Metz               | Lycée Notre-Dame Saint-Sigisbert (Nancy)                               | Gymnasium Johanneum (Hombourg)                                                         | Sarre                               |
| Académie de Nancy-Metz               | Lycée Jeanne-d'Arc (Nancy)                                             | Illtal-Gymnasium (Illingen)                                                            | Sarre                               |
| Académie de Nancy-Metz               | Lycée Claude Gellée (Épinal)                                           | ?                                                                                      | ?                                   |
| Académie de Nancy-Metz               | Lycée Charlemagne (Thionville)                                         | Rita-Seidel-Gymnasium (Berlin)                                                         | Berlin                              |
| Académie de Nantes                   | Lycée Nelson Mandela (Nantes)                                          | ?                                                                                      | ?                                   |
| Académie de Nantes                   | Lycée Bellevue (Le Mans)                                               | Wagenburg-Gymnasium (Stuttgart)                                                        | Bade-Wurtemberg                     |
| Académie de Nantes                   | Lycée Joachim-du-Bellay (Angers)                                       | Gymnasium Alleestraße (Siegburg)                                                       | Rhénanie-du-Nord-Westphalie         |
| Académie de Nantes                   | Lycée Jean-de-Lattre-de-Tassigny (La Roche-sur-Yon)                    | Linden Gymnasium (Gummersbach)                                                         | Rhénanie-du-Nord-Westphalie         |
| Académie de Nice                     | Lycée Albert Calmette (Nice)                                           | Dietrich-Bonhoeffer-Gymnasium (Bergisch Gladbach)                                      | Rhénanie-du-Nord-Westphalie         |
| Académie de Nice                     | Lycée Dumont-d'Urville (Toulon)                                        | Gymnasium Othmarschen (Hambourg)                                                       | Hambourg                            |
| Académie d'Orléans-Tours             | Lycée Charles-Péguy (Orléans)                                          | Max-Planck-Gymnasium (Dortmund)                                                        | Rhénanie-du-Nord-Westphalie         |
| Académie d'Orléans-Tours             | Lycée Paul-Louis Courier (Tours)                                       | ?                                                                                      | ?                                   |
| Académie de Paris                    | Lycée Janson-de-Sailly (Paris)                                         | Paul-Natorp-Gymnasium (de) (Berlin)                                                    | Berlin                              |
| Académie de Paris                    | Lycée Maurice-Ravel (Paris)                                            | Carl-von-Ossietzky-Gymnasium (Berlin) (?)                                              | Berlin                              |
| Académie de Poitiers                 | Lycée Jean-Dautet (La Rochelle)                                        | Carl-Jacob-Burckhardt-Gymnasium (Lübeck)                                               | Schleswig-Holstein                  |
| Académie de Poitiers                 | Lycée du Bois d'Amour (Poitiers)                                       | Innerstädtisches Gymnasium (de) (Rostock)                                              | Mecklembourg-Poméranie-Occidentale  |
| Académie de Reims                    | Lycée Gaspard-Monge (Charleville-Mézières)                             | Geschwister-Scholl-Gymnasium (Ludwigshafen)                                            | Rhénanie-Palatinat                  |
| Académie de Reims                    | Lycée Jean-Jaurès (Reims)                                              | Werner-Heisenberg-Gymnasium (Garching bei München)                                     | Bavière                             |
| Académie de Reims                    | Lycée Pierre-Bayen (Châlons-en-Champagne)                              | Hildegardis-Schule Gymnasium (Bochum)                                                  | Rhénanie-du-Nord-Westphalie         |
| Académie de Rennes                   | Lycée Chateaubriand (Rennes)                                           | Gymnasium Kreuzgasse (Cologne)                                                         | Rhénanie-du-Nord-Westphalie         |
| Académie de La Réunion               | Lycée Leconte-de-Lisle (Saint-Denis)                                   | Hegau-Gymnasium (Singen)                                                               | Bade-Wurtemberg                     |
| Académie de La Réunion               | Lycée Roland-Garros (Le Tampon)                                        | Humboldt Gymnasium (Trèves)                                                            | Rhénanie-Palatinat                  |
| Académie de Rouen                    | Lycée Gustave-Flaubert (Rouen)                                         | Sophie-Scholl-Schule (Berlin)                                                          | Berlin                              |
| Académie de Strasbourg               | Lycée Jean-Jacques Henner (Altkirch)                                   | Romain-Rolland-Gymnasium (Dresde)                                                      | Saxe                                |
| Académie de Strasbourg               | Lycée Marc-Bloch (Bischheim)                                           | Geschwister-Scholl Gymnasium (Ludwigshafen)                                            | Rhénanie-Palatinat                  |
| Académie de Strasbourg               | Lycée Bartholdi (Colmar)                                               | Martin-Schongauer-Gymnasium (Vieux-Brisach)                                            | Bade-Wurtemberg                     |
| Académie de Strasbourg               | Lycée Camille Sée (Colmar)                                             | ?                                                                                      | ?                                   |
| Académie de Strasbourg               | Lycée Alfred-Kastler (Guebwiller)                                      | Bertha-von-Sutter-Gymnasium (Andernach)                                                | Rhénanie-Palatinat                  |
| Académie de Strasbourg               | Lycée Robert-Schuman (Haguenau)                                        | ?                                                                                      | ?                                   |
| Académie de Strasbourg               | Lycée Henri-Meck (Molsheim)                                            | Kepler-Gymnasium (Tübingen)                                                            | Bade-Wurtemberg                     |
| Académie de Strasbourg               | Lycée Jeanne d'Arc (Mulhouse)                                          | Gutenbergschule (Wiesbaden)                                                            | Hesse                               |
| Académie de Strasbourg               | Lycée Lambert (Mulhouse)                                               | Fichte-Gymnasium (Karlsruhe)                                                           | Bade-Wurtemberg                     |
| Académie de Strasbourg               | Lycée Louis Armand (Mulhouse)                                          | ?                                                                                      | ?                                   |
| Académie de Strasbourg               | Lycée Jean-Mermoz (Saint-Louis)                                        | Gymnasium an Deutenberg (Villingen-Schwenningen)                                       | Bade-Wurtemberg                     |
| Académie de Strasbourg               | Lycée Général-Leclerc (Saverne)                                        | Wagenburg-Gymnasium, Stuttgart                                                         | Bade-Wurtemberg                     |
| Académie de Strasbourg               | Lycée Fustel de Coulanges (Strasbourg)                                 | Gymnasium in den Pfarrwiesen Sindelfingen (Sindelfingen)                               | Bade-Wurtemberg                     |
| Académie de Strasbourg               | Lycée Jean-Monnet (Strasbourg)                                         | Städtische Luisen-Gymnasium (Düsseldorf)                                               | Rhénanie-du-Nord-Westphalie         |
| Académie de Strasbourg               | Collège épiscopal Saint-Étienne (Strasbourg)                           | Grimmelshausen-Gymnasium (Offenbourg)                                                  | Bade-Wurtemberg                     |
| Académie de Strasbourg               | Lycée Stanislas (Wissembourg)                                          | Bunsen-Gymnasium (Heidelberg)                                                          | Bade-Wurtemberg                     |
| Académie de Toulouse                 | Lycée polyvalent international Victor-Hugo (Colomiers)                 | Gymnasium im Alfred-Grosser-Schulzentrum (Bad Bergzabern)                              | Rhénanie-Palatinat                  |
| Académie de Toulouse                 | Lycée Saint-Sernin (Toulouse)                                          | Ohm-Gymnasium (Erlangen)                                                               | Bavière                             |
| Académie de Versailles               | Lycée Gustave-Monod (Enghien-les-Bains)                                | Rückert-Oberschule (Berlin)                                                            | Berlin                              |
| Académie de Versailles               | Lycée Nikola-Tesla (Dourdan)                                           | Gymnasium Osterbek (Hambourg)                                                          | Hambourg                            |
| Académie de Versailles               | Lycée Richelieu (Rueil-Malmaison)                                      | Albert-Einstein-Schule (Schwalbach)                                                    | Hesse                               |
| Lycée français en Belgique           | Lycée français Jean-Monnet (Bruxelles)                                 | ?                                                                                      | ?                                   |
| Lycées français en Allemagne         | Lycée français de Düsseldorf                                           | Internationale Deutsche Schule Paris                                                   | -                                   |
| Lycées français en Allemagne         | Collège Voltaire (Berlin)                                              | Französisches Gymnasium / Lycée français de Berlin (Berlin)                            | Berlin                              |
| Lycées français en Allemagne         | Lycée Antoine-de-Saint-Exupéry (Hambourg)                              | Gymnasium Othmarschen (Hambourg)                                                       | Hambourg                            |
| Lycées français en Allemagne         | Lycée Jean-Renoir (Munich)                                             | Dante-Gymnasium (Munich)                                                               | Bavière                             |
| Lycées français en Allemagne         | Lycée français Victor-Hugo (Francfort-sur-le-Main)                     | Internationale Deutsche Schule Paris (Paris, Saint-Cloud)                              | -                                   |

## Débouchés
L'Abibac, s'il permet principalement de poursuivre ses études supérieures en France ou en Allemagne, est également privilégié par certaines écoles, notamment celles offrant un double diplôme avec un établissement d'enseignement supérieur allemand. La filière Abibac est également mise en valeur en offrant une possibilité de double-diplôme post-bac. Ainsi, un certain nombre d'écoles de commerces ou scientifiques proposent de passer entre six mois et plusieurs années dans l'école partenaire de l'autre pays. Ces études bi-nationales peuvent se dérouler, ou non, dans le cadre du programme d'échange ERASMUS. L'Institut d'études politiques de Paris, par exemple, permet aux titulaires de l'Abibac et aux élèves issus de sections dites « OIB » allemand de présenter un dossier de candidature, dite Internationale, et de passer une épreuve orale suivie d'un entretien en cas d'admissibilité du dossier. Si l'on est admis, on intègre le cycle franco-allemand de l'IEP de Paris délocalisé à Nancy pour deux ans, suivi de l'année d'étude à l'étranger, en Allemagne et des deux années de master à Paris.
Il permet de manière générale aux jeunes bacheliers Abibacs un accès facilité aux doubles diplômes offerts par les universités françaises et allemandes proposant des cursus bi-nationaux habilités par l'université franco-allemande, l'UFA.

## Résultats
En 2004, 360 Français et 200 Allemands ont obtenu l'Abibac, ce qui leur permet de s'inscrire dans l'enseignement supérieur en France comme en Allemagne, sans devoir faire de demande d'équivalence. En 2007, plus de 1 000 candidats se sont présentés aux épreuves spécifiques de l'Abibac.